# نادي هارلكوين
نادي هارلكوين هو نادي اتحاد الرغبي إنجليزي يلعب في دوري الرغبي الممتاز.تأسس النادي في 1866.